# Ramesh Krishnan
Ramesh Krishnan (Chennai, 5 giugno 1961) è un ex tennista indiano.

## Carriera
Figlio di Ramanathan Krishnan, tennista che detiene il maggior numero di vittorie ottenute in singolare con la squadra indiana di Coppa Davis, raggiunse il suo best ranking in singolare il 28 gennaio 1985 con la 23ª posizione mentre nel doppio divenne il 14 settembre 1987, il 114º del ranking ATP.
Come junior vinse nel 1979 sia l'Open di Francia che il Torneo di Wimbledon. In singolare ha conquistato otto vittorie di tornei del circuito ATP e quattro nei tornei del circuito Challenger; la sua prima vittoria in questo circuito avvenne nel 1986 a Schenectady contro un sedicenne Andre Agassi. In doppio riuscì a vincere in carriera un solo torneo: il Lorraine Open nel 1987 in coppia con lo svizzero Claudio Mezzadri.
Ha fatto parte della squadra indiana di Coppa Davis dal 1977 al 1993 con un bilancio di 29 vittorie e 21 sconfitte. Con Anand Amritraj e Vijay Amritraj fece parte della selezione che nel 1987 raggiunse la finale della Coppa Davis, dove furono però sconfitti con il risultato di 5-0 dalla Svezia.

## Statistiche

### Singolare

#### Vittorie (8)
| Legenda                                                      |
| Grande Slam (0)                                              |
| ATP Tour World Championships / Tennis Masters Cup (0)        |
| ATP Super 9 / Tennis Masters Series (0)                      |
| ATP Championships Series / ATP International Series Gold (0) |
| ATP World Series / ATP International Series (8)              |

| Numero | Data             | Torneo                                 | Superficie  | Avversario in finale | Punteggio          |
| 1.     | 23 novembre 1981 | Philippine International, Manila       | Terra rossa | Ivan Du Pasquier     | 6-4, 6-4           |
| 2.     | 12 luglio 1982   | Mercedes Cup, Stoccarda                | Terra rossa | Sandy Mayer          | 5-7, 6-3, 6-3, 7-6 |
| 3.     | 12 marzo 1984    | Lorraine Open, Metz                    | Cemento (i) | Jan Gunnarsson       | 6-3, 6-3           |
| 4.     | 13 ottobre 1986  | Japan Open Tennis Championships, Tokyo | Cemento     | Johan Carlsson       | 6-3, 6-1           |
| 5.     | 27 ottobre 1986  | Hong Kong Open, Hong Kong              | Cemento     | Andrés Gómez         | 7-6, 6-0, 7-5      |
| 6.     | 28 dicembre 1987 | Wellington Classic, Wellington         | Cemento     | Andrej Česnokov      | 6-7, 6-0, 6-4, 6-3 |
| 7.     | 9 gennaio 1989   | Heineken Open, Auckland                | Cemento     | Amos Mansdorf        | 6-4, 6-0           |
| 8.     | 20 agosto 1990   | Schenectady Open, Schenectady          | Cemento     | Kelly Evernden       | 6-1, 6-1           |

| Legenda tornei minori |
| Challenger (4)        |
| Futures (0)           |

| Numero | Data           | Torneo                                   | Superficie | Avversario in finale | Punteggio |
| 1.     | 14 luglio 1986 | Schenectady Challenger 1986, Schenectady | Cemento    | Andre Agassi         | 6-2, 6-3  |
| 2.     | 27 aprile 1987 | Nagoya Challenger 1987, Nagoya           | Cemento    | Jay Lapidus          | 6-3, 6-0  |
| 3.     | 26 aprile 1989 | Nagoya Challenger 1989, Nagoya           | Cemento    | Jonathan Canter      | 6-1, 6-3  |
| 4.     | 23 aprile 1990 | Nagoya Challenger 1990, Nagoya           | Cemento    | Brian Garrow         | 6-2, 6-4  |

#### Sconfitte in finale (4)
| Numero | Data            | Torneo                      | Superficie  | Avversario in finale | Punteggio     |
| 1.     | 21 ottobre 1985 | Cologne Grand Prix, Colonia | Cemento (i) | Peter Lundgren       | 3-6, 2-6      |
| 2.     | 4 gennaio 1988  | Heineken Open, Auckland     | Cemento     | Amos Mansdorf        | 3-6, 4-6      |
| 3.     | 13 giugno 1988  | Bristol Open, Bristol       | Erba        | Christian Saceanu    | 4-6, 6-2, 2-6 |
| 4.     | 22 agosto 1988  | Rye Brook Open, Rye Brook   | Cemento     | Milan Šrejber        | 2-6, 6-7      |

### Doppio

#### Vittorie (1)
| Legenda                                                      |
| Grande Slam (0)                                              |
| ATP Tour World Championships / Tennis Masters Cup (0)        |
| ATP Super 9 / Tennis Masters Series (0)                      |
| ATP Championships Series / ATP International Series Gold (0) |
| ATP World Series / ATP International Series (1)              |

| Numero | Data          | Torneo               | Superficie    | Compagno         | Avversari in finale       | Punteggio |
| 1.     | 23 marzo 1987 | Lorraine Open, Nancy | Sintetico (i) | Claudio Mezzadri | Grant Connell Larry Scott | 6-4, 6-4  |